# Колесо
Колесо́ — движитель, свободно вращающийся или закреплённый на вращающейся оси диск, позволяющий поставленному на него телу катиться, а не скользить.
Колёса широко применяются для транспортировки людей и грузов, в различных транспортных средствах (к ним некоторые применяют словосочетание с колёсным ходом, с колёсным движителем), повсеместно используются в различных механизмах и инструментах.

## Этимология
Слово «колесо» произошло от общеславянского *kolo (род. п. *kolese) и далее восходит к праиндоевропейскому корню *kʷel- со значением «вращаться, поворачиваться». Говорящие на праиндоевропейском языке не заимствовали название, а придумали собственное для обозначения колеса, отчего в языках индоевропейских народов, географически далёких друг от друга, когнаты обозначения колеса едины.
От слова «колесо» образовано слово «колесница».

## История
В представительной подборке древнейших находок колес Ханс Дж. Хольм (2019) показывает, что развитие колесной технологии происходило на протяжении веков начиная с простейших игрушечных моделей. Например, в 1981 году румынский археолог М. Дину сообщил о находках глиняных колёс на игрушечных повозках в поселениях Кукутени, которые он приблизительно датировал второй половиной 5-го тысячелетия до нашей эры. В Цюшенской камерной гробнице (вартбергская культура) на мегалитической плите середины 4 тыс. до н. э. были найдены гравировки, схематически изображающие волов, запряжённых в повозку.
Керамический горшок из польского Броночице со схематическим изображением, напоминающим четырёхколёсную повозку, относится к культуре воронковидных кубков и датируется возрастом 3635—3370 лет до нашей эры.
Следующие по времени модели колёс были обнаружены археологами А. Д. Резепкиным в погребениях майкопской культуры (Пхагугапе, Пшикуйхабль, Чишхо) на Северном Кавказе и А. В. Кондрашовым в погребении новосвободненской культуры в Краснодарском крае (середина IV тысячелетия до н. э.).
В Люблянском барье в Словении нашли сделанное из ясеня колесо с диаметром 72 см, возраст которого превышает пять тысяч лет (3350—3100 лет до н. э.). Модели четырёхколёсных повозок, сделанные из глины, были найдены в двух погребениях поздней баденской культуры в Будакалаше и Сигетсентмартоне (Восточная Венгрия), которые датируются 3300—3100 годами до н. э. На поселении хоргенской культуры в Прессехаусе (Швейцария) было найдено колесо с квадратным отверстием для крепления оси, которая вращалась вместе с колёсами. Методом дендрохронологии оно датируется 3200 годом до н. э. В отличие от находок в Швейцарии и Германии, в степном регионе, а также в Нидерландах и Дании отверстия в колёсах были круглыми, ось крепилась к корпусу повозки, а это значит, что различные европейские традиции изготовления повозок возникли ещё до 3200 года до н. э.
В степной полосе от реки Дунай на западе до верховьев реки Маныч на востоке насчитывается примерно 160 погребений ямной культуры с остатками колёсного транспорта (колёс, возов), а также их глиняные модели и остатки рисунков. Древнейшие из находок датируются по калиброванной шкале XXXII веком до н. э.
Следующие упоминания о колесе встречаются в Древней Месопотамии (изображение повозки в Урук-5) в конце IV тысячелетия до н. э.
Таким образом, всё больше материальных доказательств говорят в пользу того, что «самое первое» колесо появилось не на Ближнем Востоке, как было принято считать ранее, а в Европе.
В дмитровском кургане № 6 в Запорожской области (Украина) у входа в погребальную камеру была найдена деревянная повозка катакомбной культуры с целиком сохранившимся колесом возрастом 5 тысяч лет.
Двухколёсная повозка с сохранившимся колесом диаметром 0,6 м известна из катакомбного погребения «Тягунова Могила» (ок. 5 тыс. л. н.) в запорожском селе Марьевка. Оба колеса двухколёсной деревянной арбы из Сторожевой могилы ямной культуры под Днепром (III тысячелетие до н. э.) были сделаны из сплошного куска дерева, рассечённого продольно, с круглыми отверстиями для оси и толстыми ступицами.
Предшественником колеса можно считать известный до этого деревянный каток, который подкладывался под перемещаемый волоком груз. Первоначально колесо представляло собой деревянный диск, насаженный на ось и зафиксированный клином. Изображения салазок с колёсиками (3000 г. до н. э.) найдены в Месопотамии в шумерском городе Урук. К 2700 году до н. э. там же появляются рисунки повозок. В это же время шумеры начинают хоронить своих царей вместе с колесницами. Эти погребения найдены в Кише, Уре, в эламском городе Сузы.
Четырёхколёсная повозка из погребального комплекса Улан IV западноманычской катакомбной культуры в Ростовской области была изготовлена в XXIII веке до нашей эры. Д. Энтони и Виноградов (1995) датировали колесницу классического типа в захоронении синташтинской культуры в районе Кривого озера (Челябинская область) 2026 годом до н. э.
Во II тысячелетии до н. э., конструкция колеса совершенствуется: на Южном Урале появляется колесо со спицами, в Малой Азии — со ступицей и гнутым ободом. Позднее, в I тысячелетии до н. э., кельты для увеличения прочности колёс своих колесниц стали применять металлический обод, который в промышленную эпоху в большинстве транспортных машин был заменён резиновыми шинами для амортизации.
Несмотря на то, что колесо считается неизвестным среди цивилизаций доколумбовой Америки, некоторые народы, например инки, вплотную приблизились к его открытию. Использование для строительства характерных устройств катка — цилиндрического массивного тела для утрамбовки грунта, говорит об отказе от применения колеса в транспорте, а не об отсутствии открытия принципа колеса. Некоторые культуры (например, ольмеки) изготовляли керамические и деревянные фигурки животных на колёсиках — возможно, они выполняли ритуальные функции, а возможно, были просто игрушками. Исходя из этого, можно предположить, что и первое колесо появилось в качестве игрушки.
До прихода европейцев колеса не знали также коренные народы Австралии и южной Африки.
Изобретение колеса способствовало развитию множества ремёсел. Колесо было применено в гончарном круге, мельнице, прялке, токарном станке. В ирригационных сооружениях, на мануфактурных фабриках, рудниках и т. п. применялись водяные колёса.
Изобретение колеса дало толчок к развитию науки в целом. Так, оно применяется в астролябии и других научных инструментах. В механике широко используется зубчатое колесо.
Важное значение колеса в хозяйственной сфере отразилось в его метафорическом обожествлении в виде «Вечного возвращения», реинкарнации и т. д. В различных культурах колесо является символом движения солнца, в буддизме оно символизирует закон и истину, симметрию и совершенство Дхармы, мирные перемены. Крылатое колесо ассоциируется со скоростью, колесо колесницы — с правлением и властью. В древнегреческой и древнеримской мифологии колесо с шестью спицами — атрибут Зевса (Юпитера) как небесного бога.

## Механика
Колесо существенно уменьшает затраты энергии на перемещение груза по относительно ровной поверхности. При использовании колеса работа совершается против силы трения качения, которая в искусственных условиях дорог существенно меньше, чем сила трения скольжения.
Основные кинематические и динамические отношения между разными частями колеса выводятся из рассмотрения его как твёрдого тела, и определяются исходя из геометрических свойств, начальных условий, условий эксплуатации и прочего. Колесо считается простейшим механизмом, когда оно насажено на зафиксированную или вращающуюся ось, которая проходит через его центр. Часто колесо устанавливается с целью обеспечить перемещение, в этом случае оно является частью транспортного средства, обеспечивая движение с большой эффективностью. Если ось соединена с двумя колёсами, то вращение колёс происходит так, как если бы они были одним телом.
Колёсная ось является одним из шести простейших механизмов. Она позволяет получить механическое преимущество (англ. Mechanical advantage), путём увеличения приложенной силы за счёт крутящего момента. Суть в том, что сцепление механизма с землёй происходит только по подошве колёс, они выполняют роль поддерживающей системы для транспортного средства, что уменьшает потери энергии, несмотря на такие недостатки, как эластичность колёс и потери момента в подшипниках. При использовании колёс для различных транспортных средств также необходимо обеспечивать необходимое сцепление их с землёй, что может быть достигнуто применением рифлёных колёс.

### Геометрия колеса
Геометрия колеса основана на геометрии окружности. Параметры окружности следующие:
- Диаметр. Колёса обычно определяются своим диаметром, так как это определяет их максимальный габарит и, следовательно, является весьма серьёзным ограничивающим фактором в связи с вопросом занимаемого объёма в том или ином механизме.
- Периметр. Это расстояние, которое проходит колесо по плоскости за один оборот. Таким образом, расстояние, пройденное за заданное число оборотов, определяется периметром, который в свою очередь зависит от диаметра согласно следующему выражению:

{\displaystyle {p}=\pi \cdot {D}.}
Более общее выражение:
{\displaystyle \Delta s=\theta \cdot r,}
где
- {\displaystyle \Delta s} — пройденное расстояние;
- {\displaystyle \theta } — угол оборота;
- {\displaystyle r} — радиус колеса ({\displaystyle D=2r}).

### Круговое движение
Задача прямолинейного равномерного движения эквивалентна задаче вращения. Переменные расстояния, скорости и ускорения эквивалентны угловым переменным: углу, угловой скорости и угловому ускорению соответственно. Все три, как видно из предыдущего раздела, связаны линейными зависимостями:
- Угол поворота: {\displaystyle \theta ={\frac {\Delta s}{r}}}
- Угловая скорость: {\displaystyle \omega ={\frac {v}{r}}}
- Угловое ускорение: {\displaystyle \alpha ={\frac {a}{r}}}

Где, обобщая все три, мы видим:
- С левой стороны угловые эквиваленты (угол, угловая скорость, угловое ускорение)
- С правой стороны линейные эквиваленты (расстояние, линейная скорость, линейное ускорение) поделённые на радиус r

Три показанных соотношения выводятся из геометрии колеса, где длина дуги окружности зависит от заданного угла поворота {\displaystyle \theta }, выраженного в радианах, умноженного на радиус окружности, при этом при повороте колеса на один оборот оно проходит расстояние равное периметру, что соответствует углу поворота в радианах 2π. Ускорение, вызванное изменением направления скорости, можно найти, если заметить, что скорость совершает полное изменение направления за то же самое время T, за которое объект делает один оборот. Тогда вектор скорости проходит путь длиной 2π v каждые T секунд:
- {\displaystyle a_{c}\,={\frac {2\pi v}{T}}=\omega ^{2}\ r\ =\omega \cdot v,}

Где:
- ac — ускорение (всегда направлено к центру колеса)
- {\displaystyle \omega } — угловая скорость колеса
- r — радиус окружности, где располагается рассматриваемая точка.

Характеристика колеса зависит от качества его сцепления с поверхностью качения. Любой автомобиль имеет сцепление колёс с дорогой в точке их соприкосновения, так что относительное перемещение колеса в этой точке приблизительно равно нулю. Кинематика колеса может быть пояснена следующим выражением, когда, имея дело с задачей механики сплошных сред, мы можем определить скорость любой точки VP, зная скорость любой другой точки:
{\displaystyle {{\vec {V}}_{P}}={{\vec {V}}_{O}}+{\vec {\omega }}\times {\vec {r}}}
Где:
- {\displaystyle {{\vec {V}}_{O}}} — скорость точки, чья скорость известна.
- {\displaystyle {\vec {\omega }}} — вектор угловой скорости колеса относительно земли.
- {\displaystyle {\vec {r}}_{OP}} — относительное положение вектора между двумя точками.

Сцепление колеса с поверхностью должно быть эффективным, так как очевидно, что если скорость в точке соприкосновения колеса с землёй будет отлична от нуля, то колесо будет скользить. Из вышеприведённого выражения следует, что существует линейная зависимость между величиной скорости в любой точке на земле и расстоянием между точкой соприкосновения и плоскостью вращения. Благодаря знаниям кинематики движения скорость может быть разложена на две составляющие:
- Линейная скорость точек на окружности
- Линейная скорость центра колеса

Это разделяет скорости на два вида: с одной стороны, скорость, которую бы ощутил наблюдатель, если бы он располагался на самом колесе, с другой стороны, скорость, если располагаться внутри движущегося средства. Ясно, что скорость вращения точек, расположенных на концах радиусов, равна линейной скорости. Это может быть интуитивно понятно, так как для того, чтобы совершить полный оборот, колесу надо проехать расстояние, равное длине его окружности.

### Конструкция и износ
В состав автомобильного колеса входит диск, обод, покрышка, иногда камера, болты крепления и т. д., колёсная пара железнодорожного вагона имеет ось и два туго насаженных холодным способом диска — отсюда и название «колёсная пара».
Нерешённой проблемой является износ покрышек у колёс самолётов: при соприкосновении неподвижного колеса с бетонным покрытием взлётной полосы на скорости в несколько сотен километров в час происходит огромный износ покрышек.

## В автомобиле
В общепринятой автомобилестроении терминологии, колесом называется только узел, расположенный между ступицей и шиной (см. рис.), — состоящий, в свою очередь, из обода, на который сажается шина, и диска или спиц, служащих для соединения обода со ступицей.
Несмотря на это, в быту автолюбители очень часто называют колесо в этом значении «колёсным диском» («литые диски», «легкосплавные диски», и так далее).
Колёса первых автомобилей по сути не отличались от колёс конных экипажей и были сделаны из дерева. Впоследствии появились колёса с металлическим ободом и деревянными спицами, а также с металлическими проволочными спицами, как у мотоциклетных. Шины изначально имели вид сплошных резиновых лент, впоследствии, по мере роста скоростей, их сменили пневматические шины, высота профиля которых вплоть до 1960-х годов постоянно увеличивалась, повышая комфортабельность езды и грузоподъёмность автомобиля. На грузовиках резиновые ленты можно было встретить ещё в 1920-х годах, а на военных автомобилях и сегодня могут применяться сплошные шины — гусматики, впервые разработанные для бронеавтомобилей времён Первой мировой войны.
Начиная с 1920-х годов спицованные колёса стали постепенно заменять на колёса со штампованными металлическими дисками, более простыми и дешёвыми в производстве. Уже в середине следующего десятилетия они стали стандартом де-факто, но кое-где, например в США, «спицовка» продолжала сохранять определённую популярность у покупателей дорогих автомобилей вплоть до 1950-х — 1960-х годов в качестве дополнительного оборудования или даже заводской опции (в отдельных случаях и в 1980-е — 1990-е, например, заводские спицованные диски предлагались на Cadillac Deville Brougham до 1996 года). Сегодня она ассоциируется в первую очередь с классическими автомобилями и субкультурой лоурайдеров.
В 1960-х годах появились в качестве спортивной опции колёса, целиком или частично отлитые из лёгкого сплава, алюминиевого или магниевого. Сегодня ими снабжается едва ли не большинство автомобилей.

## В механизмах
Без шестерёнок (шестерней) невозможна работа многих механизмов. К ним относятся часы (в том числе наручные, настенные и башенные), будильники, водяная и ветряная мельницы, замки, шлюзы, фуникулёры и многие другие.

## Оригинальные виды колёс
- Колесо эллиптической формы (расположенное под таким углом, что, если смотреть сбоку, выглядит как круг) — позволяет грести в воде.
- Квадратное колесо, патент на которое в 1959 году получил американец Альберт Сфредда. Оно легко шло по снегу, песку, грязи, преодолевало ямы. Вопреки опасениям, машина на таких колёсах не «хромала» и развивала скорость до 60 км/ч.
- Роторно-фрезерный движитель — вариант колёсного движителя, в котором используются роторы-фрезы в сочетании с поддерживающими лыжами.
- «Шагающее» колесо (ротопед директора пражского НИИ техники привода Ю. Мацкерле, российский вариант и пр.).
- Многокамерное колесо с пневматическим принципом качения[24].
- Мотор-колесо
- Колесный движитель американца Р. Берда
- Ренское колесо
- Колёса системы Pedrail[англ.] с опорными «башмаками», шарнирно закреплёнными на ободе.
- Колесо Илона

## В природе
Человеческие изобретения часто появляются как имитация природы (например, ранние конструкции самолётов напоминали птиц), но в природе имеется очень мало конструкций, напоминающих колесо. Исследователи связывает это с тем, что:
- преимущества колеса проявляются только в определённых нечасто встречающихся условиях. Для эффективности колеса нужна гладкая твёрдая поверхность. Конечности же животных являются более универсальным движителем: с помощью лап (ног) можно перемещаться не только по ровной поверхности, но и прыгать, плавать, нырять, лазать, преодолевать труднопреодолимые препятствия, двигаться боком, разворачиваться на месте и т. д. Это даёт эволюционное преимущество в дикой природе.
- колесо должно свободно вращаться вокруг оси и потому не может быть органом, которому нужны подвод нервов и питательных веществ.

В качестве возможных аналогов колеса Г. Шольц перечисляет:
- креветку Nannosquilla decemspinosa[англ.], которая перемешается, перекатываясь как нечто среднее между колесным и гусеничным движителем;
- гусеницу Pleuroptya ruralis[англ.], также активно перемещающуюся, свернувшись в колесообразную форму.

Примеров пассивного качения в природе гораздо больше. Шольц указывает, в частности, на:
- перекати-поле;
- паука Capparaceae aureola, свёртывающегося в шар для движения вниз по склону;
- краба Hippa pacifica[англ.], который использует округлую форму тела, чтобы кататься по песку в зоне прибоя.

На микроскопическом уровне у бактерий встречается биохимический механизм осевого вращения (жгутик), но бактерии не «катятся» вокруг оси-жгутика в прямом смысле этого глагола, аналогов жгутика в макроскопическом мире нет.
Как ближайший пример (и возможный прототип) колеса, Шольц указывает на жука-навозника, который скатывает экскременты животных в шарик и затем закатывает его в норку. При этом одна пара задних ног придерживает шарик с двух противоположных сторон, образуя аналог оси.
Эритроциты в кровеносных сосудах образуют сложные структуры, катящиеся подобно колесу, как по стенкам сосудов, так и в плазме, что приводит к снижению сопротивления тока крови. Явление открыто советским учёным Чижевским А. Л. в 1951 г.
- Паутина, состоящая из белковых молекул, не перекручивается в отличие от канатов, и позволяет пауку вращаться на ней в горизонтальной плоскости неограниченное время.

## В символике
- Движущееся колесо является древним символом означающим цикличность и повторяемость. В качестве примера можно привести индийскую систему чакр и китайский символ «Инь и ян». Колёса были запрещены к применению в повседневной жизни в древнем Тибете.
- Крылатое колесо на гербе Панамы является символом прогресса.
- Колесо служило символом солнца в древнем Египте[30].
- В картах таро десятая из старших аркан называется колесо фортуны и символизирует изменения*[31].
- В языческой мифологии термин Колесо года обозначает ежегодную повторяющуюся последовательность сезонных праздников.
- Колесо является атрибутом Тараниса, кельтского божества-громовержца.

## В вексиллологии и геральдике
Колесо в геральдике — это искусственная негеральдическая фигура, образованная кольцом с исходящими из центра лучами — спицами. Фигура также может дополняться ещё одним кольцом, или шаром (безантом) по центру. Количество и форма лучей, формы кольца и шара широко варьируются образуя большое разнообразие вариантов этой фигуры. Художественный образ может быть дополнен прочими элементами, как то: крылья, стрелы и т. п.
В геральдическом описании колесо может блазонироваться, как кольцо, а потому некоторые герольдисты не считают его самостоятельной геральдической фигурой.
В современной геральдике, помимо простого, известно использование следующих вариаций колеса:
- Железнодорожное
- Зубчатое (шестерня)
- Крылатое

На гербах и флагах некоторых стран, городов, муниципальных районов и т. д. присутствуют шестерни или их сегменты (подробнее см. здесь).
- Герб Вьетнама
- Эмблема Буркина-Фасо (1984 — 1997)
- Эмблема Монголии
- Эмблема Индии
- Герб Ялуторовска
- Изображение колеса на эмблеме ведомственной охраны Росжелдора (Петличный знак)[32]

Колесо является важной вексиллологической фигурой на флаге и эмблеме современной Индии. В этом случае оно символизирует закон (дхарма). Колесо помещено на флаг цыган, символизируя кочевую жизнь цыган и их индийские корни. Также оно присутствует на эмблеме Монголии, относясь к буддизму.
- Флаг Индии
- Флаг цыган